# Чернышенка
Чернышенка — река в Козельском районе Калужской области. Исток реки находится в национальном парке Орловское Полесье, в 2 км на юго-запад от деревни Рудневский, течёт на юго-восток, впадает в 21 км по левому берегу реки Вырка, в 0,5 км южнее окраины села Побуж. Длина реки составляет 13 км.

## Данные водного реестра
По данным государственного водного реестра России относится к Окскому бассейновому округу, водохозяйственный участок реки — Ока от города Орёл до города Белёв, речной подбассейн реки — бассейны притоков Оки до впадения Мокши. Речной бассейн реки — Ока.
Код объекта в государственном водном реестре — 09010100212110000018780.